# 4:13 Dream
4:13 Dream é o décimo terceiro álbum de estúdio da banda inglesa de rock The Cure, editado em outubro de 2008.
Este álbum foi apresentado integralmente ao vivo, em Roma, no evento da MTV da Itália, Coca Cola Live, em 11 de outubro de 2008.
| Críticas profissionais                                                      | Críticas profissionais |
| Avaliações da crítica                                                       | Avaliações da crítica  |
| Fonte                                                                       | Avaliação              |
| --------------------------------------------------------------------------- | ---------------------- |
| The A.V. Club                                                               | (B)                    |
| allmusic                                                                    | [ 2 ]                  |
| Entertainment Weekly                                                        | (B)                    |
| The Guardian                                                                | [ 4 ]                  |
| NME                                                                         | [ 5 ]                  |
| Pitchfork                                                                   | [ 6 ]                  |
| PopMatters                                                                  | [ 7 ]                  |
| The Quietus                                                                 | (unfavourable)         |
| Rolling Stone                                                               | [ 9 ]                  |
| The Times                                                                   | [ 10 ]                 |
| Esta tabela precisa de ser acompanhada por texto em prosa. Consulte o guia. |                        |

## Faixas
1. "Underneath the Stars"
2. "The Only One"
3. "The Reasons Why"
4. "Freakshow"
5. "Sirensong"
6. "The Real Snow White"
7. "The Hungry Ghost"
8. "Switch"
9. "The Perfect Boy"
10. "This. Here and Now. With You"
11. "Sleep When I'm Dead"
12. "The Scream"
13. "It's Over"